# Ernesto Grassi
Ernesto Grassi (2 de maio de 1902, Milão - 22 de dezembro de 1991, Munique) foi um filósofo italiano, figura importante na filosofia europeia.

## Biografia
E. Grassi foi um filósofo existencialista e estudioso da retórica escrita e visual da Renancença. Filho de mãe alemã e pai italiano, ensinou filosofia por muitas décadas em universidades italianas e alemãs. Em 30 de junho de 1925 ele recebeu seu doutorado, na presença de seu mestre, Piero Martinetti, na Universidade de Milão. Mesmo antes da formatura, Grassi sentiu a necessidade de estabelecer relações com a cultura alemã e em 1924 foi para Freiburg para se apresentar a Edmund Husserl. 
Procurando um lugar para continuar seus estudos, ele foi para a Provença, em 1927, onde conheceu Maurice Blondel e em 1928 retornou à Alemanha, onde conheceu Karl Jaspers, Nicolai Hartmann, Heinrich Rickert, Max Scheler e, principalmente, Martin Heidegger. Este foi o início de uma longa colaboração que marcou o destino de sua filosofia, e ele continuou suas atividades na Alemanha, primeiro como professor de italiano em Friburgo, onde lecionou até 1938, e em seguida como professor de filosofia humanista. Foi premiado catedrático honorário em 1939, em Friburgo, quando já havia se transferido para Berlin.
A seguir à Guerra e antes de regressar à Alemanha (Munique) ele esteve por algum tempo na Argentina e foi professor convidado no Chile entre 1951 e 1955. Visitou o Brasil, onde estabeleceu amizade com o filósofo paulistano Vicente Ferreira da Silva e foi também amigo do filósofo português Delfim Santos.
Ele foi presidente do Centro Internacional de Estudos Humanísticos em Munique e, mais tarde professor de “Filosofia do Humanismo" na Universidade Ludwig-Maximilians em Munique. Foi também o curador da Rowohlts Deutsche Enzyklopädie entre 1955 e 1978.

## Obras
- Il problema della metafisica platonica, Laterza, Bari 1932, 227 pp.

- Dell’apparire e dell’essere (seguito da Linee della filosofia tedesca contemporanea), La Nuova Italia, Firenze 1933, 97 pp.

- Von Vorrang des Logos. Das Problem der Antike in der Auseinandersetzung zwischen italienischer und deutscher Philosophie, Beck, München 1939, 218 pp.

- Gedanken zum Dichterischen und Politischen. Zwei Vorträge zum Bestimmung der geistigen Tradition Italiens, Küpper, Leipzig 1939, 48 pp.

- Wirklichkeit als Geheimnis und Auftrag. Die Exaktheit der Naturwissenschaften und die philosophische Erfarung, in collaborazione con Thure von Uexküll, Francke, Bern 1945, pp. 130.

- Verteidigung des Individuelles Lebens. Studia humanitatis als Philosophische Überlieferung, Francke, Bern 1946, 176 pp.

- Von Ursprung und Grenzen der Geistewissenschaften und Naturwissenschaften, in collaborazione con Thure von Uexküll, Verlag A. Francke, Bern 1950, 254 pp.

- Die Einheit unseres Wirklichkeitsbildes und die Grenzen der Einzelwissenschaften, a cura di Ernesto Grassi e Thure von Uexküll, Lehnen, München 1951, 196 pp.

- Reisen ohne anzukommen. Südamerikanische Meditationen, Rowohlt, Hamburg 1955, 144 pp.

- Kunst und Mythos, Rowohlt, Hamburg 1957, 167 pp. (Arte e Mito, trad. portuguesa, Lisboa Livros do Brasil, 1960).

- Die zweite Aufklärung: Enzyklopädie heute. Mit lexikalischem Register zu Band 1-75, Rowohlt, Hamburg 1958, 304 pp.

- Die Theorie des Schönen in der Antike, DuMont Schauberg, Köln 1962, 287 pp.

- Macht des Bildes. Ohnmacht der rationalen Sprache. Zur Rettung des Rhetorisches, DuMont Schauberg, Köln 1970, 231 pp.

- Humanismus und Marxismus. Zur Kritik der Verselbständigung von Wissenschaft [Mit einem Anhang “Texte italienischer Humanisten”], Rowohlt, Hamburg 1973, 274 pp.

- Die Macht der Phantasie. Zur Geschichte abendländischen Denkens, Athenäum, Königstein/Ts. 1979, 267 pp.

- Rhetoric as Philosophy. The Humanist Tradition, traduzione di John Michael Krois e Azized Azodi, The Pennsylvania State University Press, University Park and London 1980, 122 pp.

- Heidegger and the Question of Renaissance Humanism. Four Studies, traduzione di Ulrich Hemel-John Michael Krois, State University of New York at Binghamthon, Binghamton/N.Y. 1983, in Medieval and Renaissance Texts and Studies, vol. XXI, 103 pp.

- Heidegger e il problema dell’umanesimo, traduzione di Enrichetta Valenziani-Giovanna Barbantini, Guida, Napoli 1985, 105 pp.

- Einfürung in philosophische Probleme des Humanismus, Wissenschaftliche Buchgesellschaft, Darmstadt 1986, 171 pp.

- Folly and Insanity in Rinaissance Literature, in collaborazione con Maristella Lorch, traduzione di John Michael Krois e Mario A. Di Cesare, University Center at Binghamtom, Binghamton/N.Y. 1986, in Medieval and Renaissance Texts and Studies, vol XLII, 128 pp.

- La preminenza della parola metaforica. Heidegger, Meister Eckhart, Novalis, Mucchi editore, Modena 1987, 77 pp.

- La filosofia dell’umanesimo. Un problema epocale, traduzione di Enrichetta Valenziani, Tempi Moderni, Napoli 1988, 218 pp.

- Renaissance Humanism. Studies in Philosophy and Poetics, traduzione di Walter Veit, Center for Medieval and Early Renaissance Studies, Bimhamton/N.Y. 1988, 145 pp.